# Oril
Der Oril (ukrainisch Оріль; russisch Орель/Orel') ist ein linker Nebenfluss des Dnepr in der Ukraine.
Der Oril hat eine Länge von 346 km und ein Einzugsgebiet von 9.800 km². Er entspringt auf dem Donezrücken bei dem Dorf Jefremiwka im Rajon Perwomajskyj in der ukrainischen Oblast Charkiw und mündet bei der Siedlung städtischen Typs Obuchiwka unweit der Stadt Dnipro in den Dnepr.
Größere Ortschaften am Fluss sind Pereschtschepyne, Zarytschanka und Obuchiwka.
Die Dnepr-Oril-Auen sind eines der geschützten Ramsar-Gebiete in der Ukraine.

## Nebenflüsse
Größter Nebenfluss mit einer Länge von 108 km und einem Einzugsgebiet von 1.460 km² ist der von rechts dem Oril zufließende Ortschyk.
Weitere Nebenflüsse sind:
- von rechts:
  - Bahata; 67 km, 563 km²
  - Berestowa; 99 km, 1810 km²
  - Lypjanka; 43 km, 425 km²
  - Nechworoschtschanka; 21 km, 100 km²

- von links:
  - Bahatenka; 28 km, 207 km²
  - Mokra Saplawka; 30 km, 301 km²
  - Moscharka; 36 km, 152 km²
  - Orilka; 95 km, 805 km²
  - Prjadiwka; 23 km, 231 km²
  - Schyroka Kiltschenka; 26 km, 104 km²